# Petit-Val
Petit-Val (Duits (verouderd): Kleintal of Kleinfelden) is een gemeente in het district Jura bernois dat behoort tot het Kanton Bern. Petit-Val heeft 407 inwoners in 2014.

## Geschiedenis
Petit-Val is een fusiegemeente ontstaan op 1 januari 2015 uit de gemeenten Châtelat, Monible, Sornetan en Souboz.

## Geografie
Petit-Val heeft een oppervlakte van 23.73 km² en grenst aan de gemeenten Champoz, Haute-Sorne, Loveresse, Perrefitte, Rebévelier, Saicourt, Saules en Valbirse.

## Politiek
De burgemeester van Petit-Val is André Cristen. In de gemeenteraad is de Zwitserse Volkspartij de grootste partij met 47,6% van de zetels, de Sociaaldemocratische Partij van Zwitserland met 16,2% van de zetels, de Groene Partij van Zwitserland met 10,1% van de zetels, de Burgerlijk-Democratische Partij met 9,8%, de Evanglische Volkspartij 5,4%, de Vrijzinnig Democratische Partij.De Liberalen 3,3% van de zetels, de Federaal-Democratische Unie 3,2%, de Zwitserse Partij van de Arbeid 1,6%, de Grünliberale Partei 0,6% en de Christendemocratische Volkspartij met 0,3% van de zetels.